# Svartå landskommun
Svartå landskommun var en tidigare kommun i Örebro län i Sverige. 

## Administrativ historik
Kommunen bildades som storkommun vid genomförandet av 1952 års kommunreform genom sammanläggning av de tidigare kommunerna Kvistbro, Nysund och Skagershult. Namnet togs från tätorten Svartå. Med utgången av år 1952 upplöstes Mullhyttans municipalsamhälle som år 1943 hade inrättats i Kvistbro.
Kommunen ägde bestånd fram till utgången av år 1966 då den upplöstes och Kvistbro församling överfördes till Lekebergs landskommun, Nysunds församling till Degerfors köping samt Skagershults församling till Laxå köping. 
Kommunkoden var 1815.

### Kyrklig tillhörighet
I kyrkligt hänseende tillhörde kommunen församlingarna Kvistbro, Nysund och Skagershult.

## Geografi
Svartå landskommun omfattade den 1 januari 1952 en areal av 626,34 km², varav 551,21 km² land. Efter nymätningar och arealberäkningar färdiga den 1 januari 1960 omfattade landskommunen den 1 november 1960 en areal av 626,11 km², varav 554,45 km² land.

### Tätorter i kommunen 1960
| Tätort     | Folkmängd |
| ---------- | --------- |
| Svartå     | 639       |
| Mullhyttan | 535       |
| Hasselfors | 506       |
| Gropen     | 228       |

Tätortsgraden i kommunen var den 1 november 1960 33,7 procent.

## Politik

### Mandatfördelning i valen 1950-1962
|  | 20 | 8 | 9 | 2 |

| 39 |

| 2 | 19 | 7 | 8 | 4 |

| 39 |

|  | 19 | 11 | 5 | 4 |

| 38 |

|  | 20 | 11 | 5 | 3 |

| 35 |